# تريفور إندرز
تريفور إندرز (بالإنجليزية: Trevor Enders)‏ هو لاعب كرة قاعدة أمريكي، ولد في 22 ديسمبر 1974 في ميلواكي في الولايات المتحدة.

## وصلات خارجية
- تريفور إندرز على موقعبيزبول رفرنس.كوم (الدوري الرئيسي) (الإنجليزية)
- تريفور إندرز على موقعبيزبول رفرنس.كوم (الدوري الثانوي) (الإنجليزية)
- تريفور إندرز على موقع مشجعي الرسوم البيانية (الإنجليزية)